# 一色海鈴
一色 海鈴（いっしき みすず、1997年6月13日 - ）は、日本のグラビアアイドル。オフィス福笑所属。北海道出身。 

## 略歴・人物
姉の一色美名が芸能活動をしていたことをきっかけに同事務所に所属。
趣味は買い物・パソコンゲームなど、特技はお菓子作り。

## 作品

### DVD
- Colorful Candy（2009年4月10日、心交社）
- Colorful Ocean（2009年10月9日、心交社）
- 水あそび（2010年1月20日、タスクオフィス）
- 一色海鈴cと、おうちデート vol.1（2010年4月28日、オルスタックピクチャーズ）
- 一色海鈴cと、おうちデート vol.2（2010年5月28日、オルスタックピクチャーズ）
- 一色海鈴cと、おうちデート vol.3（2010年5月28日、オルスタックピクチャーズ）
- 一色海鈴 みすずの季節（2010年8月20日、タスクオフィス）
- Colorful Flower（2011年1月21日、イメージクリエーター）
- ももいろの春（2011年4月20日、タスクオフィス）
- ホワイト・ベル/一色海鈴（2011年8月30日、オルスタックピクチャーズ）
- Innocent Colors/一色海鈴（2011年10月28日、オルスタックソフト）
- ともだち宣言1号/一色海鈴（2011年12月23日、ハートキャッチ）
- moecco vol.116「守ってあげたい」（2012年3月20日、タスクビジュアル）
- moecco vol.125「あの頃の君へ」（2012年10月20日、タスクビジュアル）
- メロンキッス（2013年12月20日、タスクビジュアル）

## 出演

### 雑誌
1. 「moecco Vol.20」(2009)
2. 「moecco Vol.22」(2009)カバーガール
3. 「moecco Vol.24」(2010)
4. 「moecco Vol.25」(2010)
5. 「moecco Vol.27」(2010)
6. 「moecco Vol.32」(2011)

その他多数。

### ユニット
ちゅっちゅを結成、デビュー曲「はちゅこい」ＣＤ発売

### WEB
1. 「こどもじゃないもん」
2. 「おんなのこパニック」

### PV
- 関口誠人「僕と彼女の森」

## 書籍

### 写真集
- 一色はじめます（2009年4月8日、心交社） ISBN 978-4778107345
- みすずの大作戦（2009年10月9日、心交社） ISBN 978-4778108380